# 分子モーター

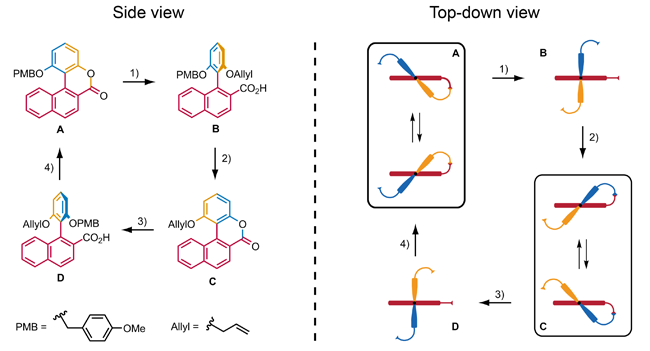
ベルナルト・L・フェリンハらの研究グループが合成した360度回転する分子ロータリモーターの回転プロセスステップ1と3は、アリール基の回転方向を制御するために、キラル試薬を利用する不斉開環反応。ステップ2と4は、位置選択性環形成に続き、フェノールの脱保護の構成となっている。

細胞内で何らかのエネルギーを機械的な動きに変換する分子を分子モーター（ぶんしモーター、英語：molecular motor）と呼ぶ。分子モーターの働きによって細胞は変形・移動し、細胞内では様々な高分子の輸送が行われる。類似の用語にタンパク質モーター、モータータンパク質等。

## 種類
リニアモーター
微小管を足場にそれぞれ逆方向に移動するダイニンとキネシン類、アクチンフィラメントと作用するミオシンがあり、これらは軌道上を直線的に動くリニアモーターと言える。
モータータンパク質（motor protein）と言うときには多くはこれらを指し、ATPを消費して筋肉の動きや細胞分裂の際の染色体の移動、小胞輸送など細胞の働きに必須な機能を果たしている。
ロータリモーター
真正細菌の鞭毛を動かしている鞭毛モーター（flagellar motor）やイオン輸送性ATPaseは回転型のモーターとして知られる。鞭毛モーターは細胞内外のイオン濃度勾配をエネルギー源とし、鞭毛の回転運動を制御している。後者はイオン駆動型とATPをエネルギー源とするタイプがある。